# (8199) Takagitakeo
(8199) Takagitakeo (1993 XR) – planetoida z pasa głównego asteroid okrążająca Słońce w ciągu 4,16 lat w średniej odległości 2,59 au. Odkryta 9 grudnia 1993 roku.